# Курт Штойдеманн
Курт Карл Отто Штойдеманн (нім. Kurt Karl Otto Steudemann; 30 березня 1889, Крефельд — 27 червня 1951, Герсфельд) — німецький воєначальник, генерал-лейтенант люфтваффе.

## Біографія
21 березня 1910 року вступив в Саксонську армію. Учасник Першої світової війни. Після демобілізації армії залишений в рейхсвері. З 1 серпня 1939 року — командувач 4-го командування ППО. З 30 жовтня 1939 року — 2-й інспектор зенітної артилерії Імперського міністерства авіації, одночасно з 30 жовтня 1939 по 3 червня 1940 року — вищий командувач училищами зенітної артилерії. З 15 червня 1942 року — командир 16-ї, з 1 березня 1943 року — 21-ї зенітної дивізії. З 6 квітня 1944 року — командир частин зенітної артилерії повітряного флоту «Рейх». З 29 березня 1945 року — керівник поповнення зенітних частин 9-го авіакорпусу. 8 травня 1945 року взятий в полон. В 1947 році звільнений.

## Звання
- Фанен-юнкер (21 березня 1910)
- Фанен-юнкер-єфрейтор (1 липня 1910)
- Фанен-юнкер-унтерофіцер (1 вересня 1910)
- Фенріх (7 березня 1911)
- Лейтенант (18 серпня 1911)
- Оберлейтенант (21 жовтня 1915)
- Гауптман (19 березня 1921)
- Майор (1 грудня 1931)
- Оберстлейтенант (1 жовтня 1934)
- Оберст (1 серпня 1936)
- Генерал-майор (1 лютого 1939)
- Генерал-лейтенант (1 січня 1941)

## Нагороди
- Залізний хрест
  - 2-го класу (24 вересня 1914)
  - 1-го класу (20 лютого 1917)
- Орден Альберта (Саксонія), лицарський хрест 2-го класу з мечами (30 червня 1915)
- Орден Заслуг (Саксонія), лицарський хрест 2-го класу з мечами (31 грудня 1916)
- Саксонська найвища похвала (31 липня 1918)
- Почесний хрест ветерана війни з мечами (31 липня 1918)
- Медаль «За вислугу років у Вермахті» 4-го, 3-го, 2-го і 1-го класу (25 років; 2 жовтня 1936) — отримав 4 нагороди одночасно.
- Почесний знак Німецького Червоного Хреста 1-го класу (31 травня 1939)
- Хрест Воєнних заслуг
  - 2-го класу з мечами (30 січня 1941)
  - 1-го класу з мечами (1 вересня 1941)
- Застібка до Залізного хреста 2-го класу (26 червня 1942)
- Нагрудний знак зенітної артилерії люфтваффе (25 вересня 1942)